# Cal Smith
Pour les articles homonymes, voir Smith.
Grant Calvin Shofner, plus connu sous le nom de scène de Cal Smith, né 7 avril 1932 à Gans dans l'Oklahoma et mort le 10 octobre 2013 à Branson dans le Missouri, est un chanteur et musicien de country américain. Son titre le plus célèbre est Country Bumpkin, paru en 1974.

## Biographie
Troisième fils de James "Otto" et d'Ethel Quinn Shofner, il est élevé à Oakland en Californie, à la suite du déménagement de sa famille, causé par la Grande Dépression. Sa carrière musicale débute comme guitariste au Remember Me Cafe de San Francisco, alors qu'il n'a que 15 ans. Il est invité à se produire au cours du show télévisé California Hayride à Stockton, en 1954. Ne pouvant vivre financièrement de son activité de musicien, il exerce temporairement le métier de conducteur de poids-lourd.
Après avoir effectué deux années de service militaire, Grant reprend sa carrière de musicien, travaillant notamment comme disc-jockey pour la chaîne de radio KEEN, à San José.
Les années 1960 marquent pour lui un tournant. Après avoir joué dans un groupe de la Baie de San Francisco, il quitte la Californie en 1962, après avoir été auditionné et engagé par Ernest Tubb, pour devenir guitariste au sein de son groupe Texas Troubadours. Tout au long d'une période qui s'étend de 1962 à 1968, Grant, qui se fait connaître sous le nom de scène de Cal Smith, peut être entendu sur de nombreux enregistrements d'Ernest Tubb. Les premiers singles solo de Smith sont Tear Stained Pillow/Eleven Long Years et I'll Just Go Home. Son premier album solo, Drinking Champagne, sort en 1968.
En 1967, il se retire de Texas Troubadours pour entamer une carrière solo. Son premier tube, The Only Thing I Want, est enregistré pour le label Kap Records. En 1971, Smith quitte Kapp Records pour Decca Records (devenu MCA Records en 1973). Au printemps 1972, sa chanson I've Found Someone Of My Own franchit pour la première fois la barre du top 10 des charts de country, en occupant la quatrième place. À la fin de l'année, il récidive avec The Lord Knows I'm Drinking, sa version de la chanson écrite par Bill Anderson (1911-1997), qui atteint la première place des charts en mars 1973.
Smith poursuit sur sa lancée et enregistre son tube le plus célèbre, Country Bumpkin, qui sort au début de l'année 1974. La chanson s'élève au sommet des charts au mois de mai. Cal Smith est récompensé par un Country Music Association Awards pour son tube, qualifié de "Single de l'année". Un autre titre, It's Time to Pay the Fiddler, rencontrant aussi un grand succès, sort l'année suivante.
Par la suite, Cal Smith continue d'enregistrer des chansons pour MCA Records, comme She Talked A Lot About Texas en 1975 ou I Just Came Home To Count The Memories en 1977. Son dernier album, intitulé Stories of Life by Cal Smith, paraît en 1986.
Il décède à Branson dans le Missouri le 10 octobre 2013, âgé de 81 ans. Marié, il était père de cinq enfants.

## Discographie

### Albums avec Texas Troubadours
- 1966 : All the World Is Lonely Now
- 1967 : Goin' to Cal's Place
- 1968 : Travelin' Man
- 1968 : At Home with Cal

### Albums solo
- 1968 : Drinking Champagne
- 1969 : Cal Smith Sings
- 1970 : Country Hit Parade
- 1971 : The Best of Cal Smith
- 1972 : I've Found Someone of My Own
- 1973 : Cal Smith
- 1974 : Country Bumpkin
- 1975 : It's Time to Pay the Fiddler
- 1975 : My Kind of Country
- 1976 : Jason's Farm
- 1977 : I Just Came Home to Count the Memories
- 1986 : Stories of Life by Cal Smith

## Récompense
- 1974 : Country Music Association Awards pour le titre Country Bumpkin, élu "single de l'année".